# ویخلی
ویخلی (به لاتین: Vikhli) یک منطقهٔ مسکونی در روسیه است که در شهرستان کولینسکی واقع شده‌است.